# ジャパン・メディカル・カンパニー
株式会社ジャパン・メディカル・カンパニー（英: Japan Medical Company Inc.）は、東京都中央区に本社を置く、最先端の3Dプリント技術を用いて、医療領域で製品開発を行う日本のメーカー。

## 概要
2018年に株式会社大野興業よりメディカル部門を移管し、株式会社ジャパン・メディカル・カンパニーとして設立。3Dプリンターを活用した医療用精密複製立体模型（KEZLEX）や頭蓋形状矯正ヘルメット（アイメット/クルム）などを提供する。2020年には新型コロナウイルスの感染拡大による医療器具不足の解消に向けた取り組みのひとつとして、3Dプリンタを用いた医療用フェイスシールドの無償提供をするためにクラウドファンディングを実施。1,400を超える医療機関から15,000個のオーダーを受け、医療器具不足の解消の支援にあたる。

## 沿革
- 2018年

東京都中央区に株式会社ジャパン・メディカル・カンパニーを設立。
- 2019年

頭蓋形状矯正ヘルメット アイメットが医療機器承認を取得。（医療機器承認番号：30100BZX00022000）
頭蓋形状矯正ヘルメット アイメットが2019年度グッド デザイン賞を受賞。
- 2020年

赤ちゃんの頭のかたち相談室サービス開始。赤ちゃんの頭のかたち測定アプリ 提供開始。
- 2021年

頭蓋形状矯正ヘルメット クルムが医療機器承認を取得。（医療機器承認番号：30300BZX00028000）
- 2022年

立体臓器模型　ケースレックスが医療機器承認を取得。（医療機器届出番号：13B2X10365000001)
頭蓋形状矯正ヘルメット クルムが2022年度グッド デザイン賞を受賞。
赤ちゃんの頭のかたち測定アプリが2022年度グッド デザイン賞を受賞。

## 主な事業・製品
- 医療用精密立体複製模型
- 頭蓋形状矯正ヘルメット